# Simona Brambilla
Simona Brambilla, I.S.M.C. (* 27. března 1965 Monza, Itálie) je italská katolická řeholnice kongregace Sester misionářek od Utěšitelky, která je prefektkou Dikasteria pro společnosti zasvěceného života a společnosti apoštolského života. V roce 2025 se stala první ženou v čele dikasteria Římské kurie.

## Život
V roce 1986 získala Brambilla diplom v oboru ošetřovatelství a pracovala v nemocnici Leopolda Mandiče v Merate v provincii Lecco. V roce 1988 vstoupila do kongregace Sester misionářek od Utěšitelky a v roce 1991 složila první řeholní sliby. V roce 1998 získala licenciát v oboru psychologie na Institutu psychologie Papežské gregoriánské univerzity.
Od roku 1999 byla zodpovědná za pastoraci mládeže ve studijním centru Macua Xirima v Maua v Mosambiku.
V letech 2002 až 2006 učila na Gregoriánském institutu psychologie a v roce 2008 tamtéž získala doktorát z psychologie. V letech 2005 až 2011 působila jako generální radní své kongregace.
Dne 7. června 2011 byla zvolena na šestileté funkční období generální představenou kongregace Sester misionářek od Utěšitelky, ženské větve misionářů Consolata a v roce 2017 zvolena na druhé funkční období.
Dne 8. července 2019 ji papež František jmenoval spolu s šesti dalšími ženami prvními členkami Dikasteria pro společnosti zasvěceného života a společnosti apoštolského života. Dne 7. října 2023 ji papež František jmenoval jako první ženu tajemnicí tohoto dikasteria.
Dne 6. ledna 2025 ji papež František jmenoval jako první ženu v historii prefektkou tohoto dikasteria. Stala se tak vůbec první ženou v čele dikasteria Římské kurie. Její funkční období bylo smrtí papeže Františka automaticky pozastaveno, než jej papež Lev XIV. obnovil.